# Dicranomyia (Dicranomyia) wiseana
Dicranomyia (Dicranomyia) wiseana is een tweevleugelige uit de familie steltmuggen (Limoniidae). De soort komt voor in het Australaziatisch gebied.